# کسوت اسپشیال
کسوت اسپشیال (به انگلیسی: Cassutt_Special) یک هواگرد ملخ‌پیشین تک‌موتوره از نوع مسابقه‌ای ساخت شرکت هواپیمای دست‌ساز است. هواگرد کسوت اسپشیال نخستین پروازش را در ۱۹۵۴ میلادی انجام داد.
طراح این هواگرد، Tom Cassutt بود.